# Jaroslav Kulhavý
Jaroslav Kulhavý (Ústí nad Orlicí, 8 januari 1985) is een Tsjechisch mountainbiker. die zijn land al tweemaal mocht verdedigen op de Olympische Zomerspelen. In 2008 eindigde hij als 18de. In 2012 won hij de wedstrijd.
In 2008 werd Kulhavy prof bij het team van Cannondale. Hiervoor had hij al een mooi parcours afgelegd. Zo werd hij in 2003 wereldkampioen bij de junioren. In het Italiaanse Lugano klopte hij toen Nino Schurter. En in 2007 werd hij derde. Ook op de Europese kampioenschappen had hij al enkele medailles verzameld.
In 2010 trok hij naar Specialized Racing, een topteam in het mountainbiken. Dat jaar brak hij ook door dankzij zijn overwinning in de wereldbeker, en zijn Europese titel. Op het WK werd hij tweede, op respectabele afstand van José Antonio Hermida. In het daaropvolgende jaar domineerde hij het mountainbike circuit. Hij won vijf van de zeven manches in de wereldbeker, werd Europees- en wereldkampioen en sloot het seizoen af als nummer één op de UCI-ranking.
Het seizoen 2012 stond volledig in het teken van Londen. Kulhavy domineerde niet als het vorige seizoen, maar reed nog steeds op een hoog niveau rond. In Londen was niet hij de absolute topfavoriet, deze eer was voor Julien Absalon. Samen met Nino Schurter, José Antonio Hermida, Marco Fontana en Burry Stander voerde hij de schifting door. Hij zou uiteindelijk de laatste ronde ingaan met enkel Schurter en Fontana nog in zijn wiel. Fontana viel even later af; op 50 meter van de finish ging Kulhavý Schurter voorbij in een bocht en werd zo olympisch kampioen.

## Palmares

### Mountainbiken

#### Elite
| Seizoen | Wereldbeker                                                                | OS  | WK  | EK  | TK   | Overige | Totaal aantal zeges |
| ------- | -------------------------------------------------------------------------- | --- | --- | --- | ---- | ------- | ------------------- |
| 2008    |                                                                            | 18e | 11e | 25e | Goud |         | 1                   |
| 2009    |                                                                            | NVT | 9e  | 11e |      |         | 0                   |
| 2010    | Windham                                                                    | NVT | ↑   | ↑   | Goud |         | 3                   |
| 2011    | Windham, Dalby Forest, Val di Sole, Mt. St-Anne, Nové Město eindklassement | NVT | ↑   | ↑   |      |         | 7                   |
| 2012    |                                                                            | ↑   | 13e | 5e  |      |         | 1                   |
| 2013    | Hafjell                                                                    | NVT | 5e  | DNS |      |         | 1                   |
| 2014    |                                                                            | NVT | 8e  | DNS | Goud |         | 1                   |
| 2015    | Nové Město, Lenzerheide                                                    | NVT | DNF | DNS |      |         | 2                   |
| 2016    |                                                                            | ↑   | ↑   | DNS | Goud |         | 1                   |
| 2017    |                                                                            | NVT | ↑   | DNS | Goud |         | 1                   |
| 2018    |                                                                            | NVT | 44e | 42e |      |         | 0                   |
| 2019    |                                                                            | NVT | 48e | 31e |      |         | 0                   |
|         |                                                                            |     |     |     |      |         |                     |
| Totaal  | 9 (1x eindklassement)                                                      | 1   | 1   | 2   | 5    | 0       | 18                  |

1996: Bart Brentjens ·
2000: Miguel Martinez ·
2004: Julien Absalon ·
2008: Julien Absalon ·
2012: Jaroslav Kulhavý ·
2016: Nino Schurter ·
2020: Tom Pidcock ·
2024: Tom Pidcock
- Nationale Bibliotheek van Tsjechië: pag2013741645
- Virtual International Authority File: 295448045